# Puchar Polski w piłce ręcznej kobiet
Puchar Polski w piłce ręcznej kobiet – cykliczne rozgrywki piłki ręcznej, przeprowadzane corocznie, systemem pucharowym dla klubów, zrzeszonych w Związku Piłki Ręcznej w Polsce. Zmagania zostały zainaugurowane w sezonie 1958/1959, a pierwszym triumfatorem był Ruch Chorzów.

## Historia
do uzupełnienia
| Rok  | I miejsce                 | II miejsce                      | III miejsce                                               |
| ---- | ------------------------- | ------------------------------- | --------------------------------------------------------- |
| 1959 | Ruch Chorzów              |                                 |                                                           |
| 1960 | Ruch Chorzów              |                                 |                                                           |
| 1961 | AZS AWF Warszawa          |                                 |                                                           |
| 1962 | Ruch Chorzów              |                                 |                                                           |
| 1963 | nie rozgrywano            |                                 |                                                           |
| 1964 | nie rozgrywano            |                                 |                                                           |
| 1965 | nie rozgrywano            |                                 |                                                           |
| 1966 | Sośnica Gliwice           |                                 |                                                           |
| 1967 | AZS Wrocław               |                                 |                                                           |
| 1968 | AZS Wrocław               |                                 |                                                           |
| 1969 | AZS Wrocław               |                                 |                                                           |
| 1970 | Sośnica Gliwice           |                                 |                                                           |
| 1971 | Pogoń Szczecin            |                                 |                                                           |
| 1972 | AZS Wrocław               |                                 |                                                           |
| 1973 | AKS Chorzów               |                                 |                                                           |
| 1974 | nie rozgrywano            |                                 |                                                           |
| 1975 | nie rozgrywano            |                                 |                                                           |
| 1976 | Skra Warszawa             | Cracovia                        | Ruch Chorzów                                              |
| 1977 | AKS Chorzów               |                                 |                                                           |
| 1978 | AZS AWF Warszawa          |                                 |                                                           |
| 1979 | Ruch Chorzów              | Unia Tarnów                     | AZS Wrocław                                               |
| 1980 | Pogoń Szczecin            | AKS Chorzów                     | Cracovia                                                  |
| 1981 | AKS Chorzów               | Ruch Chorzów                    | AZS Katowice                                              |
| 1982 | AZS AWF Warszawa          |                                 |                                                           |
| 1983 | AKS Chorzów               |                                 |                                                           |
| 1984 | Ruch Chorzów              |                                 |                                                           |
| 1985 | Cracovia                  |                                 |                                                           |
| 1986 | Pogoń Szczecin            |                                 |                                                           |
| 1987 | AKS Chorzów               | Pogoń Szczecin                  | Cracovia                                                  |
| 1988 | Cracovia                  | Zgoda Ruda Śląska               |                                                           |
| 1989 | AZS AWF Warszawa          |                                 |                                                           |
| 1990 | Sośnica Gliwice           |                                 |                                                           |
| 1991 | nie rozgrywano            |                                 |                                                           |
| 1992 | Pogoń Szczecin            |                                 |                                                           |
| 1993 | Start Elbląg              |                                 |                                                           |
| 1994 | Start Elbląg              | Piotrcovia Piotrków Trybunalski | Montex Lublin i Zgoda Ruda Śląska                         |
| 1995 | Via Wena Warszawa         |                                 |                                                           |
| 1996 | Montex Lublin             |                                 |                                                           |
| 1997 | Montex Lublin             |                                 |                                                           |
| 1998 | Montex Lublin             |                                 |                                                           |
| 1999 | Start Elbląg              |                                 |                                                           |
| 2000 | Montex Lublin             |                                 |                                                           |
| 2001 | Montex Lublin             |                                 |                                                           |
| 2002 | Montex Lublin             |                                 |                                                           |
| 2003 | Zgoda Ruda Śląska         | Vitaral-Jelfa Jelenia Góra      | Pol-Skone Lublin i Nata AZS AWF Gdańsk                    |
| 2004 | Zgoda Ruda Śląska         | Piotrcovia Piotrków Trybunalski | Mercus Zagłębie Lubin i Bystrzyca Lublin                  |
| 2005 | Nata AZS AWFiS Gdańsk     | Start Elbląg                    | SPR Lublin i Sośnica Gliwice                              |
| 2006 | SPR Safo ICom Lublin      | MKS Zagłębie Lubin              | Zgoda Ruda Śląska i Łącznościowiec-Poczta Polska Szczecin |
| 2007 | SPR Safo ICom Lublin      | Piotrcovia Piotrków Trybunalski | Zgoda Ruda Śląska i MKS Zagłębie Lubin                    |
| 2008 | AZS Politechnika Koszalin | SPR Safo ICom Lublin            |                                                           |
| 2009 | MKS Zagłębie Lubin        | AZS Politechnika Koszalin       |                                                           |
| 2010 | SPR Lublin                | Zagłębie Lubin                  |                                                           |
| 2011 | MKS Zagłębie Lubin        | GTPR Gdynia                     | SPR Lublin                                                |
| 2012 | SPR Lublin                | GTPR Gdynia                     | AZS Politechnika Koszalin                                 |
| 2013 | MKS Zagłębie Lubin        | SPR Lublin                      | GTPR Gdynia                                               |
| 2014 | GTPR Gdynia               | MKS Zagłębie Lubin              | SPR Pogoń Baltica Szczecin                                |
| 2015 | GTPR Gdynia               | MKS Zagłębie Lubin              | SPR Pogoń Baltica Szczecin                                |
| 2016 | GTPR Gdynia               | SPR Pogoń Baltica Szczecin      | SPR Lublin                                                |
| 2017 | MKS Zagłębie Lubin        | Start Elbląg                    | Nie rozgrywano                                            |
| 2018 | MKS Lublin                | SPR Pogoń Szczecin              | Nie rozgrywano                                            |
| 2019 | MKS Zagłębie Lubin        | SPR Pogoń Szczecin              | Nie rozgrywano                                            |
| 2020 | MKS Zagłębie Lubin        | Młyny Stoisław Koszalin         | Nie rozgrywano                                            |
| 2021 | MKS Zagłębie Lubin        | MKS Perła Lublin                | Nie rozgrywano                                            |
| 2022 | KPR Gminy Kobierzyce      | MKS Zagłębie Lubin              | Nie rozgrywano                                            |
| 2023 | MKS Zagłębie Lubin        | Eurobud JKS Jarosław            | Nie rozgrywano                                            |
| 2024 | MKS Zagłębie Lubin        | MKS Perła Lublin                | Nie rozgrywano                                            |
| 2025 | KGHM MKS Zagłębie Lubin   | PGE MKS Funfloor Lublin         | Nie rozgrywano                                            |

## Statystyka
Klasyfikacja klubów według liczby tytułów:
- 11 - PGE MKS Lublin
- 10 - KGHM MKS Zagłębie Lubin
- 5 - AKS Chorzów
- 5 - Ruch Chorzów
- 4 - AZS Wrocław
- 4 - Pogoń Szczecin
- 4 - AZS AWF Warszawa
- 3 - Start Elbląg
- 3 - Sośnica Gliwice
- 3 - GTPR Gdynia
- 2 - Zgoda Ruda Śląska
- 2 - Cracovia
- 1 - KPR Gminy Kobierzyce
- 1 - AZS AWFiS Gdańsk
- 1 - Via Wena Warszawa
- 1 - Skra Warszawa
- 1 - AZS Politechnika Koszalin